# Södra Abborrtjärnen (Dalby socken, Värmland, vid Persby-Gillersberget)
Södra Abborrtjärnen är en sjö i Torsby kommun i Värmland och ingår i Göta älvs huvudavrinningsområde. Sjön är 8,6 meter djup, har en yta på 0,03 kvadratkilometer och är belägen 456 meter över havet.